# Louis Malvy
Louis Malvy (Figeac, 1º dicembre 1875 – Parigi, 10 giugno 1949) è stato un politico francese.

## Biografia

### Origini e vita privata
Louis-Jean Malvy nacque e crebbe in una famiglia di Souillac, un comune francese situato nel dipartimento del Lot. Tracce dei suoi antenati si trovano nei registri locali a partire dal 1466: una famiglia legata alla piccola borghesia artigianale e commerciale.
Suo padre, Martin Malvy, direttore di un mulino, nel 1892 fu eletto sindaco di Souillac con la sinistra socialista radicale e nel 1894 consigliere generale del cantone.
Louis-Jean Malvy sposò nel 1901 Louise de Verninac, proveniente da una famiglia borghese della quale avevano fatto parte Raymond de Verninac, primo ministro sotto il regno di Luigi XVI, e Charles de Verninac, vicepresidente del Senato, nonché suocero di Louis-Jean Malvy.

### Attività politica
Membro del Partito Radicale, fu deputato per il collegio di Lot dal 1906 al 1919 e dal 1924 al 1942. Fu sottosegretario di Stato per la Giustizia dal 2 al 23 giugno 1911 e sottosegretario di Stato per l'Interno e la Religione dal 27 giugno 1911 al 14 gennaio 1912.
Fu anche ministro del Commercio, dell'Industria, delle Poste e dei Telegrafi dal 9 dicembre 1913 al 16 marzo 1914, ministro dell'Interno dal 17 marzo 1914 al 31 agosto 1917 e dal 9 marzo al 15 giugno 1926.

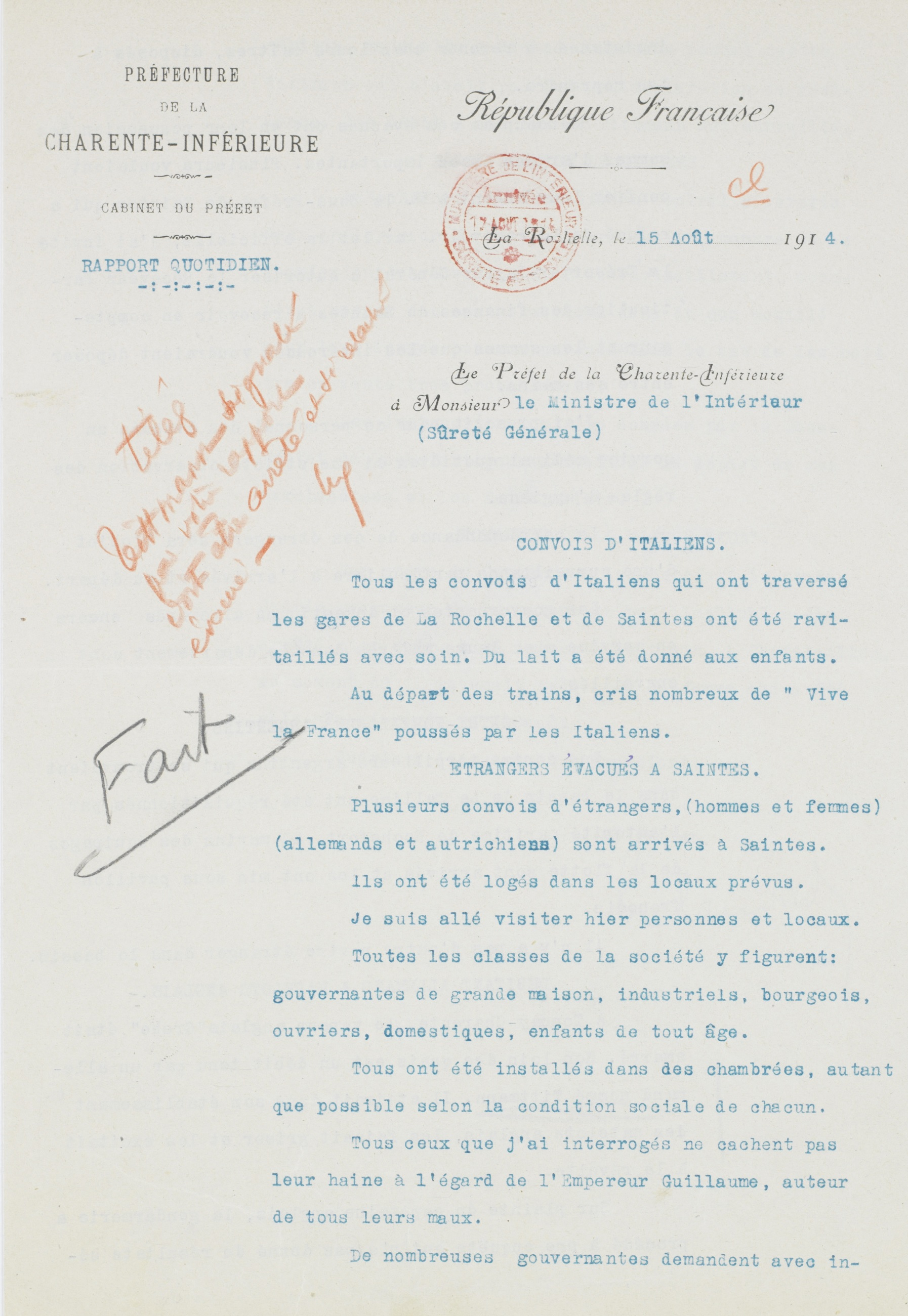
Relazione di Pierre Landrodié, prefetto della Charente-inférieure (15 agosto 1914, Archivi nazionali di Francia)

Allo scoppio della prima guerra mondiale, il 1º agosto 1914, Malvy decise di sospendere il Carnet B, il principale strumento di sorveglianza dello spionaggio francese e straniero, nonché degli oppositori alla mobilitazione nazionale. Tale manovra servì a evitare una possibile reazione dei lavoratori alla guerra e a permettere loro di aderire alla Sacra Unione dei partiti politici e dei movimenti religiosi.
Durante la protesta sociale del 1917 e in seguito allo sciopero operaio svoltosi a Parigi nel mese di giugno, Malvy si prodigò affinché gli imprenditori concedessero aumenti ai propri dipendenti in relazione all'alto costo della vita.

#### Il caso Malvy
Attaccato dall'estrema destra, che lo presentò come il responsabile del fallimento della seconda battaglia dell'Aisne e come l'amante di Mata Hari, fu preso di mira da Léon Daudet, caporedattore de L'Action Française, il quale indirizzò una lettera al presidente della Repubblica Raymond Poincaré nella quale accusava il ministro di aver fornito informazioni militari alla Germania e di aver fomentato gli ammutinamenti del 1917. Malvy chiese che fosse ascoltato alla Camera dei Deputati dal Presidente del Consiglio Paul Painlevé, cosa che avvenne 4 ottobre.
Nel luglio 1917 si diffuse la notizia dell’arresto del giornalista Émile-Joseph Duval (1864-1918), amministratore del periodico repubblicano Bonnet rouge, colto in flagranza di reato con un assegno di 150.000 franchi della banca Marx di Mannheim. Il ministero dell'Interno aveva sovvenzionato da tempo questo giornale, diretto dal fotografo e giornalista anarchico Miguel Almereyda. Malvy fu accusato da Barrès in Senato e poi da Clemenceau, che concluse in questi termini: «Signor Ministro dell'Interno, la accuso di aver tradito gli interessi della Francia.
Le Pays, quotidiano fondato nell'aprile del 1917 e diretto da Gaston Vidal per difendere le idee di Joseph Caillauxè, finì nel mirino del governo, che lo fece acquistare dall'industriale del tessile Jean Prouvost. Malvy si dimise il 31 agosto, causando la caduta del governo Ribot, e chiese di poter deporre dinanzi all'Alta Corte, all'epoca costituita dal Senato che lo aveva sostenuto durante tre anni di guerra. Antonin Dubost era il presidente del Senato e dell’Alta Corte.
Malvy fu condannato il 6 agosto 1918, dopo una dozzina di udienze, mentre l'Alta Corte modificò all'ultimo momento il capo d’accusa. Prosciolto dal reato di tradimento, fu ritenuto «colpevole di avere - in qualità di Ministro dell'Interno nell'esercizio delle sue funzioni - dal 1914 al 1917 disatteso, violato e tradito i doveri del suo ufficio», a delle condizioni che lo costituirono in stato di colpa grave e che incorsero nelle responsabilità penali previste dall'articolo 12 della legge 16 luglio 1875. Ciò risultava dall'estratto del verbale della cancelleria della corte di giustizia, firmato dall'impiegato e procuratore Mérillon.
Malvy fu condannato a cinque anni di esilio, fatto che provocò forti reazioni da parte della stampa di sinistra, la quale stigmatizzò la nascita di "un nuovo affare Dreyfus” Tuttavia Malvy rifiutò la proposta di Léon Jouhaux, segretario generale della Confédération générale du travail, che intendeva organizzare uno sciopero generale e andò in esilio a San Sebastián, in Spagna, dove dimorò fino alla fine del suo mandato di deputato di Lot, dato che l'Alta Corte non l’aveva privato dei suoi diritti civili.
Secondo Clemenceau, che lo fece giudicare, Malvy era uno capace di «stringere la mano a chiunque...», come poi fu dimostrato dall'incontro con Mussolini.

#### Dopo il caso
Nel 1924 fu rieletto senza difficoltà deputato del dipartimento di Lot. Si rifiutò di dare retta agli amici che lo incalzavano nel chiedere la riabilitazione dai giudici, affermando di averla ricevuta dal popolo. Rimase in carica fino al 1940. Di nuovo Ministro degli Interni nel 1926, presiedette la Commissione Finanze della Camera dei Deputati fino al 1936.
Prima della seconda guerra mondiale, Malvy, che si opponeva al Fronte popolare, difese con il ministro Georges Bonnet il progetto di pace separata con Mussolini, che aveva incontrato personalmente, e inoltre sostenne anche gli accordi di Monaco, conclusi tra Daladier, Chamberlain e Hitler. Il 10 luglio 1940 votò per il conferimento dei pieni poteri a Philippe Pétain, osteggiato solo da ottanta parlamentari, scelta che nel 1945 gli valse l'accusa di indegnità nazionale e la conseguente ineleggibilità per dieci anni.
Morì il 10 giugno 1949 per un attacco di cuore.

## Malvy secondo Anatole de Monzie
Nel suo volume intitolato Ci-devant, edito nel 1942 da Flammarion, Anatole de Monzie, funzionario eletto di Lot, sindaco di Cahors e più volte ministro della Terza Repubblica, dipinge un ritratto interessante e alquanto caustico di Malvy, in occasione dell'ingresso di suo genero Marcel Peyrouton nel governo di Vichy, nel maggio 1940:
(Anatole de Monzie, Ci-devant)